# Peter Gabriel (1982)

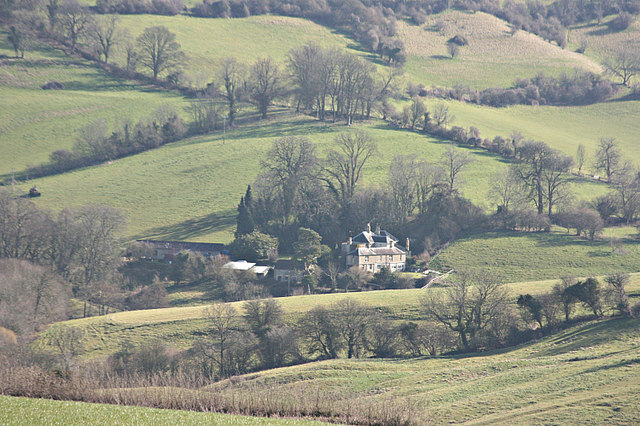
Ashcombe House in 2008 toen Gabriel al twintig jaar daar weg was.

Peter Gabriel bracht in september 1982 in Europa zijn vierde titelloze studioalbum uit. Het werd uitgegeven door Charisma Records. In de Verenigde Staten en Canada werd het uitgegeven via Geffen Records en die gaf het ondanks licht protest van Gabriel de titel Security (wel gegeven door Gabriel) mee. Security werd echter niet op de hoes vermeld, maar wel op een sticker op de verpakking van krimpfolie. Het verschil tussen Europese en Amerikaanse uitgaven bleef tot 2010, vanaf dan werd het album uitgegeven op Gabriels privé-platenlabel Real World Records en kon Gabriel dus zelf beslissen de titel Security te laten vallen. Voor de Duits sprekende gebieden kwam Deutsches Album naast de oorspronkelijke release.

## Inleiding
Gabriel trok in 1981 zijn eigen nieuwe geluidsstudio in, in Ashcombe House te Swainswick. Hij had daar een volledig digitale geluidsstudio laten bouwen, die nog niet geheel af was toen hij begon. Het was een van de eerste volledig digitale opname van een popmuziekalbum. Gabriel kon er naar hartenlust samplen met ook al de nieuwe Fairlight CMI. Op het album is West-Afrikaanse percussie te horen. De platenhoes is deels afkomstig van Malcolm Poynter, David Gardner en is een beeld uit een experimentele video met een bewerkte foto van Peter Gabriel.

## Musici
- Peter Gabriel – zang, programmeerwerk en sequencer (tracks 1-6), synthesizer, piana (track 7), surdo (tracks 1, 8), aanvullend slagwerk (track 2)
- Tony Levin – basgitaar (tracks 1, 6-8), Chapman stick (tracks 2-5)
- David Rhodes – gitaar (tracks 2-8)
- Jerry Marotta – drumstel, percussie (tracks 1, 5, 6)
- Larry Fast – synthesizer (tracks 1-5, 7, 8), elektronische percussie (track 8)
- John Ellis – achtergrondzang (tracks 1, 3, 8), gitaar (tracks 2, 4)
- Roberto Laneri – saxofoon  (track 4)
- Morris Pert – bekkens (track 6), percussie (track 8)
- Stephen Paine – programmeerwerk (track 4)
- David Lord – synthesizer (tracks 6, 7), piano (tracks 7, 8)
- Peter Hammill – achtergrondzang (tracks 4, 5, 6)
- Jill Gabriel – achtergrondzang (track 2)
- Ekome Dance Company – Ghanese drums (track 1)

## Muziek
| Nr. | Titel                                    | Duur |
| --- | ---------------------------------------- | ---- |
| 1.  | The rhythm of the heat (Gabriel)         | 5:15 |
| 2.  | San Jacinto (Gabriel)                    | 6:21 |
| 3.  | I have the touch (Gabriel)               | 4:30 |
| 4.  | The family and the fishing net (Gabriel) | 7:08 |

| Nr. | Titel                          | Duur |
| --- | ------------------------------ | ---- |
| 1.  | Shock the monkey (Gabriel)     | 5:28 |
| 2.  | Lay your hands on me (Gabriel) | 6:03 |
| 3.  | Wallflower (Gabriel)           | 6:30 |
| 4.  | Kiss of life (Gabriel)         | 4:17 |

Een enkele toelichting op de nummers:
- The rhythm of the heat is geïnspireerd op een ervaring van Carl Jung terwijl hij een groep Afrikaanse drummers aan het werk horen en meeging in de bewegingen; het is terug te vinden in de werktitel Jung in Africa (volgens Larry Fast); het nummer was te horen in aflevering Evan van Miami Vice als ook in Natural Born Killers
- San Jacinto vertelt het verhaal van een Indiaan, die zijn wereld verliest aan de blanke overheersing
- The family and the fishing net handelt over verschil en overeenkomsten tussen een moderne westerse bruiloft en een voodoo-offer; de teksten waren beïnvloed door Dylan Thomas waarvan Gabriel destijds boeken had gelezen
- Lay your hands on me verwijst naar gebedsgenezing; had als werktitel 93, een verwijzing naar drumpatroon 93 van de drummachine LinnDrum; het was na Games without frontiers en Here comes the flood Gabriels derde nummer dat te horen was in de serie The Americans
- Wallflower (muurbloempje) begon als een liefdesliedje voor Peter Gabriel, maar hij kon het toen niet voltooien. Voor dit album nam hij het opnieuw op onder invloed van een televisieprogramma van Amnesty International dat op de televisie te zien was. Sindsdien handelt het over de behandeling van politieke gevangenen, eerst in Zuid-Amerika, later over de gehele wereld.

Delen van The rhythm of the heat, San Jacinto en Wallflower kwamen terug in de filmmuziek die Gabriel schreef voor Birdy.

## Ontvangst
Het album haalde in zestien weken notering in Engeland de zesde plaats. In de Verenigde Staten reikte het toto aan de 28e plaats in de Billboard 200. Nederland zat daar met vier weken notering en een 14e plaats tussenin.